# Scolecobasidium arenarium
Scolecobasidium arenarium är en svampart som först beskrevs av Nicot, och fick sitt nu gällande namn av M.B. Ellis 1976. Scolecobasidium arenarium ingår i släktet Scolecobasidium, divisionen sporsäcksvampar och riket svampar.   Inga underarter finns listade i Catalogue of Life.